# Kanał Grodzki

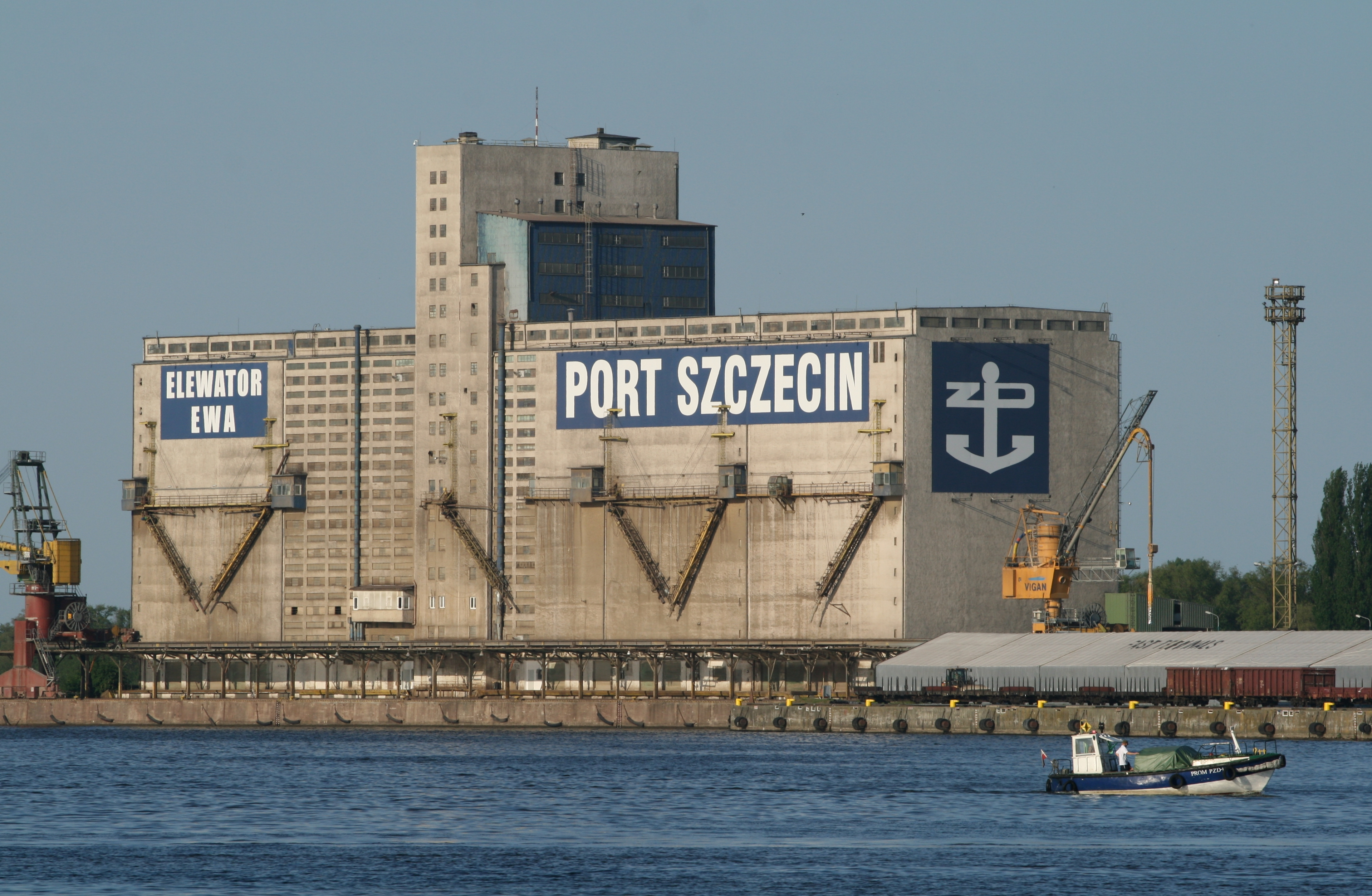
Elewator Ewa przy Nabrzeżu Zbożowym na wschodnim brzegu Kanału Grodzkiego na Łasztowni

Kanał Grodzki – sztuczny kanał wodny na obszarze Międzyodrza w Szczecinie; część akwatorium portu morskiego Szczecin.
Powstał jako pierwszy ze sztucznych kanałów podczas rozbudowy szczecińskiego portu w celu poprawienia dostępności od strony Bałtyku nabrzeży Łasztowni leżących na wschodnim brzegu Duńczycy przez przekopanie w osi N-S kanału o szerokości 40 metrów łączącego Duńczycę z Odrą i odcinającego południowo-zachodni fragment nieistniejącej obecnie wyspy Fette Ort, tworząc obecną Wyspę Grodzką. Kanał oddano do żeglugi w 1881 roku. W późniejszym czasie pełnił również rolę kanału wejściowego do szczecińskiego portu wolnocłowego otwartego w 1898 roku.
Na wschodnim brzegu kanału na Łasztowni znajdują się nabrzeża Węgierskie, Polskie, Angielskie, Luksemburskie, Holenderskie, Belgijskie i Zbożowe z największym na polskim wybrzeżu 64-metrowej wysokości (18 pięter) elewatorem zbożowym „Ewa” o pojemności 75 tys. m³ a na zachodnim Bułgarskie i Starówka.
Do 1945 r. stosowano niemiecką nazwę Oder-Dunzig Kanal (dosłownie Kanał Odra-Duńczyca). W 1949 r. ustalono urzędowo polską nazwę Kanał Grodzki.